# Åkersjön, Jämtland
Åkersjön är en sjö i Krokoms kommun i Jämtland och ingår i Indalsälvens huvudavrinningsområde. Sjön har en area på 12 kvadratkilometer och ligger 473 meter över havet. Sjön avvattnas av vattendraget Åkerån, som rinner ned i Långan strax öster om Landösjön.

## Delavrinningsområde
Åkersjön ingår i det delavrinningsområde (707079-141561) som SMHI kallar för Utloppet av Åkersjön. Medelhöjden är 582 meter över havet och ytan är 61,64 kvadratkilometer. Räknas de 3 avrinningsområdena uppströms in blir den ackumulerade arean 131,75 kvadratkilometer. Åkerån som avvattnar avrinningsområdet har biflödesordning 3, vilket innebär att vattnet flödar genom totalt 3 vattendrag innan det når havet efter 259 kilometer. Avrinningsområdet består mestadels av skog (63 procent). Avrinningsområdet har 11,78 kvadratkilometer vattenytor vilket ger det en sjöprocent på 19,1 procent. Bebyggelsen i området täcker en yta av 0,57 kvadratkilometer eller 1 procent av avrinningsområdet.